# Wikiversum
Das Wikiversum (englisch: wikiverse) umfasst die Wikipedia und ihre Schwesterprojekte, die Community aller Mitwirkenden sowie die hinter dem Wikiversum stehende Wikimedia Foundation, Inc. (WMF).

## Grundlagen des Wikiversums
Zu den Schwesterprojekten des Wikiversums gehören zum Beispiel die Wikipedia, Wikimedia Commons und Wikidata. Die Basis des Wikiversums bildet die sich frei und selbst organisierende Community aller Mitwirkenden sowie die hinter dem Wikiversum stehende Wikimedia Foundation, Inc. (WMF), die u. a. Hard- und Software (speziell MediaWiki) bereitstellt. Der Anspruch des Wikiversums ist es, das Wissen der Menschheit zu sammeln, zu strukturieren und abzubilden. Die Inhalte des Wikiversums werden unter freien Lizenzen veröffentlicht und können so lizenzgebührenfrei genutzt und bearbeitet werden. Zu den Grundprinzipien des Wikiversums zählen unter anderem: die Offenheit der Daten, der Informationen und der Informationszusammenhänge sowie der jeweiligen Entstehungsgeschichte in den Versionsgeschichten der Einzelseiten. Basis für das Einbringung von Informationen ist das Belegen mit geeigneten Quellen wie Zeitungsartikeln, Büchern oder wissenschaftlichen Veröffentlichungen. Dabei gilt, jeder kann die Inhalte nutzen und eigene Inhalte hinzufügen, jeder kann mitmachen. Dies ermöglicht sowohl eine kritische Nutzung und als auch eine aktive Verbesserung des im Wikiversum gesammelten Wissens potentiell durch jeden Lesenden.

## Community des Wikiversums
Die globale Community um die Wikipedia wird auch „Movement“ (englisch für Bewegung) genannt. Die lokalen Communitys organisieren sich in Gruppen und Organisationen, sogenannten Chaptern (englisch für Section), in die sich die Freiwilligen einbringen können. Nicht in jedem Land gibt es eine entsprechende Organisation, andere verfügen sogar über hauptamtliche Mitarbeitende. Nach der Wikimedia Foundation in den USA ist Wikimedia Deutschland – Gesellschaft zur Förderung Freien Wissens (WMDE) die älteste und größte Organisation in diesem Movement.
Stand 2024 gibt es etwa 56.000 freiwillig Mitschreibende, die die deutschsprachige Wikipedia ehrenamtlich in ihrer Freizeit aktuell halten. Sie bezeichnen sich meist als „Wikipedianer“.
Für den Erfolg des Wikiversums und im Wikiversum ist die Einhaltung grundlegender Verhaltensregeln von großer Bedeutung, zum Beispiel der sogenannten Wikiquette. Das konstruktive Austragen von Meinungsverschiedenheiten hilft, Inhalte ausgewogen und in hoher Qualität darzustellen.
Das Wikiversum hat den Anspruch, das gesamte Wissen der Welt abzubilden. Das gelingt tendenziell. Nicht zuletzt durch den geringen Anteil von Frauen (es wird von einem zehnprozentigen Anteil von Frauen unter den Mitwirkenden ausgegangen) sind zum Beispiel Artikel über Frauen und Frauenthemen unterdurchschnittlich im Wikiversum repräsentiert.

## Schwesterprojekte des Wikiversums
Die Wikipedia verfügt über mehr als 340 Sprachversionen. Die unterschiedlichen Sprachversionen im Wikiversum sind keine reine Übersetzungen einer anderen Sprachversion, sondern werden von den jeweiligen regionalen Communitys erstellt. So können die lokalen kulturellen Gegebenheiten abgebildet werden. Dabei bestimmen die einzelnen lokalen Communitys unterschiedliche Kodexe und Regeln für ihre Sprachversion.
Die Kennungen der Mitwirkenden sind mittlerweile in allen Schwersterpojekten und der Sprachversionen gültig.
Neben den verschiedenen Wikipedia-Sprachversionen betreibt die Wikimedia Foundation eine Reihe weiterer Projekte, die die gleichen Ziele verfolgen wie Wikipedia, nämlich Wissen frei und in allen Sprachen zur Verfügung zu stellen.

### Auswahl von Schwesterprojekten
Nachfolgend eine Auswahl von Schwesterprojekten in alphabetischer Reihenfolge:
- MediaWiki (seit 25. Januar 2002) ist eine frei verfügbare Verwaltungssoftware für Inhalte in Form eines Wiki-Systems. Dies bedeutet, dass jeder Benutzer die Inhalte per Zugriff über den Browser ändern kann. Sie wurde ursprünglich für die freie Enzyklopädie Wikipedia entwickelt. MediaWiki steht unter der GPL-Lizenz und ist somit frei und kostenlos verfügbar.

- Wikibooks (seit 10. Juli 2003) ist ein so genanntes Wiki zur Erstellung von Lehr-, Sach- und Fachbüchern unter der Creative Commons Attribution/Share-Alike Lizenz 3.0 und GNU-Lizenz für freie Dokumentation.

- Wikidata (seit 29. Oktober 2012) ist eine freie Wissensdatenbank, die von Menschen und Maschinen gelesen und bearbeitet werden kann. Was Wikimedia Commons für Medien ist, ist Wikidata für sonstige strukturierte Daten.

- Wikifunctions (seit 26. Juli 2023) ist eine Bibliothek für Funktionen.

- Wikimedia Commons (seit 7. September 2004) ist eine internationale, freie Datenbank für Bilder, Videos, Musik und gesprochene Texte. Sie dient der zentralen Aufbewahrung von Multimedia-Material für alle Wikimedia-Projekte. Es dürfen nur Medien (Inhalte) hochgeladen werden, die den Ansprüchen des freien Wissens entsprechen.[20] Wichtige Werkzeuge zum Bereitstellen (Hochladen) vom Medien-Dateien sind beispielsweise der Hochlade-Assistent (en. File upload wizard)[21] oder die Wikimedia Commons App (Android)[22][23].

- Wikinews (seit 15. November 2004) bietet eine freie und neutrale Nachrichtenquelle. Sie ermöglicht es jedem Internet-Nutzer, Nachrichten zu einem breiten Themenkreis zu veröffentlichen.

- Wikipedia (seit 15. Januar 2001) ist ein gemeinnütziges Projekt zur Erstellung einer freien Enzyklopädie auf Basis des sogenannten Wiki-Prinzips.

- Wikiquote (seit 17. Juli 2004) stellt eine freie Sammlung von Zitaten in jeder Sprache dar. Die Artikel über Zitate bieten (soweit bekannt) eine Quellenangabe und werden gegebenenfalls in die deutsche Sprache übersetzt.

- Wikisource (seit 24. November 2003) ist eine Sammlung von Quellentexten, die entweder urheberrechtsfrei (gemeinfrei) sind oder unter der GNU-FDL stehen.

- Wikispecies (seit 4. September 2004) ist ein an die Wissenschaft gerichtetes Artenverzeichnis mit Angaben zu Taxonomie und Nomenklatur aller Lebensformen – Tieren, Pflanzen, Pilzen, verschiedenen Algengruppen, eukaryotischen Einzellern, Bakterien und Archaeen – sowie Viren.

- Wikiversity (seit 15. August 2006) ist eine Plattform zur gemeinschaftlichen Bearbeitung wissenschaftlicher Projekte, zum Gedankenaustausch in fachwissenschaftlichen Fragen und zur Erstellung freier Kursmaterialien.

- Wikivoyage (seit 10. Dezember 2006) ist ein von ehrenamtlichen Autoren erstellter freier, unabhängiger, aktueller und weltweiter Führer rund ums Reisen. Im Vordergrund von Wikivoyage steht die Bereitstellung von praktisch anwendbarem Wissen zu Reisezielen und Reisethemen. Die Bezeichnung setzt sich aus den Bestandteilen „Wiki“ und dem französischen Wort „voyage“ für Reise zusammen.

- Wiktionary (seit 12. Dezember 2002) ist ein frei zugängliches und mehrsprachiges Wörterbuch mit Thesaurus-Angaben in jeder Sprache. Es wird auch als der Babelfisch des Wikiversums bezeichnet.[24]

### Andere Projekte

#### FactGrid
FactGrid (seit 11. Januar 2018) ist eine Wikibase-Instanz, die Projekten der Geschichtswissenschaften Datenbankleistungen mit dem Angebot der projektübergreifenden und langfristigen Vernetzung von Forschungsdaten zur Verfügung stellt.

#### GLAM
Open GLAM (Galerien, Bibliotheken (Libraries), Archive und Museen) ist eine Initiative, die sich um freien und offenen Zugang zum digitalen kulturellen Erbe bemüht. Ziel ist es, Inhalte aus den genannten und anderen Institutionen für Wikipedia und ihre Schwesterprojekte zu digitalisieren, um so allen Menschen die Möglichkeit zu geben, an diesem Wissen teilzuhaben.

#### OpenStreetMap
Nicht zum Wikiversum gehörend und doch mit dem Wikiversum eng verknüpft, ist die freie Geodatenbank OpenStreetMap (OSM). Über bestimmte Parameter gibt es eine direkte gegenseitige Verknüpfung. Beide Projekte funktionieren vergleichbar bzw. sind ähnlich organisiert. Es gibt viele Mitwirkende, die sowohl im Wikiversum als auch bei OpenStreetMap aktiv sind. Ein niederschwelliges Angebot zum Mitwirken ist hierbei die Android-App StreetComplete, welche dem Nutzer einfache Fragen zu Objekten in der Nähe stellt. Die App ist besonders für Einsteiger ohne OpenStreetMap-Kenntnisse gedacht und erlaubt nur das Editieren der Elemente, nach denen es fragt.

#### Regiowikis

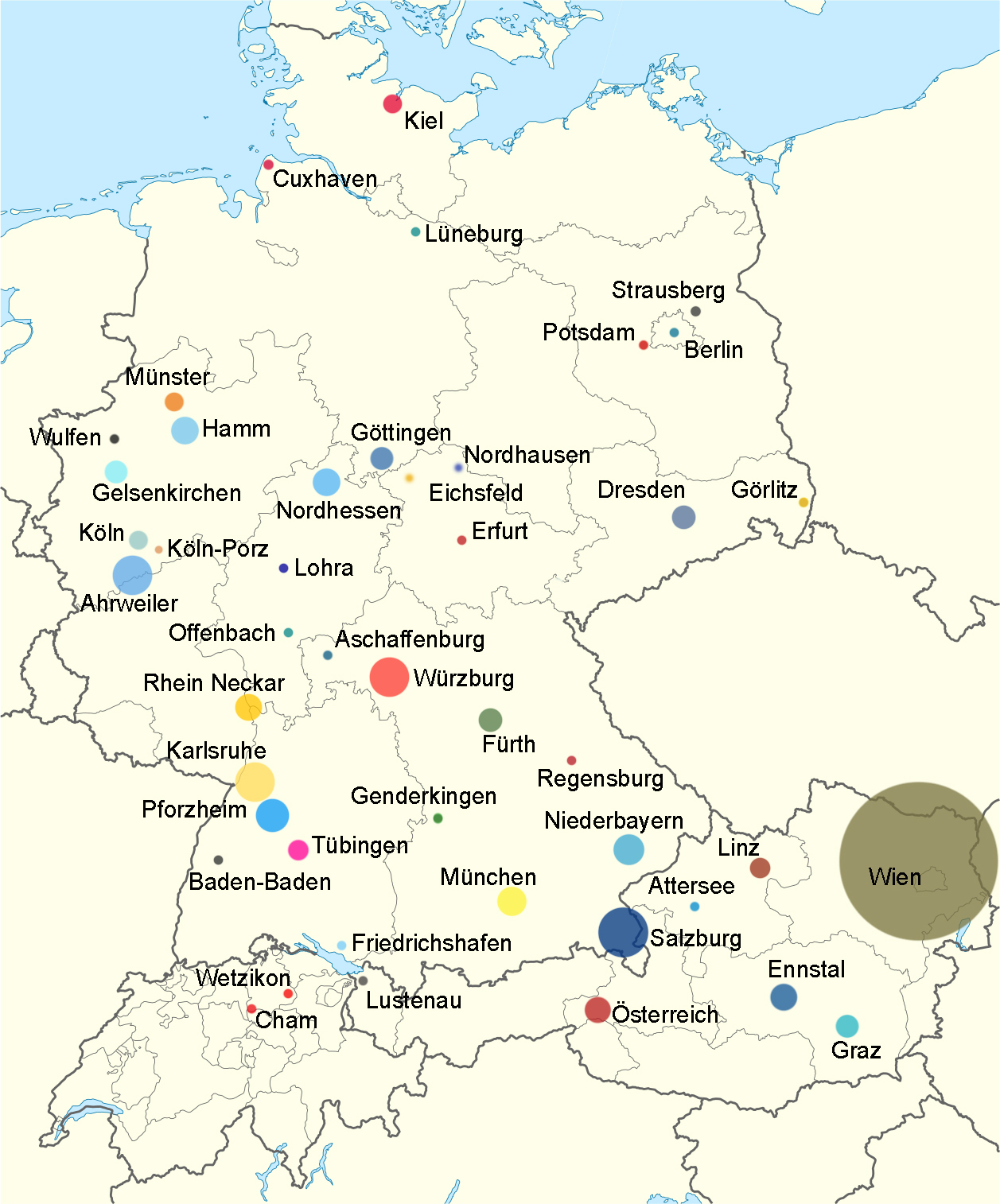
RegioWiki D-A-CH Übersicht (2022)

Regiowikis, auch regionale Wikis oder Stadtwikis genannt, bieten wie alle Wikis die Möglichkeit, Themen in freier Bearbeitbarkeit lexikalisch aufzubereiten. Regiowikis sind interaktive Plattformen, in denen unter anderem lokale Ortschroniken und -lexika oder Heimatbücher erstellt werden können.

#### Wayback Machine des Internet Archives

Wayback Machine logo 2010

Da über kurz oder lang nahezu jeder Link im Internet ungültig wird, ist das Internet Archive mit seiner Wayback Machine für die langfristige Nachvollziehbarkeit von Internet-Belegen in Wikipedia-Artikeln (standardmäßig im Abschnitt Einzelnachweise) von sehr hohem Wert. Werden Referenz-Links ungültig, wird dies in den meisten Fällen automatisch erkannt und repariert.

## Wikimedia Foundation
Die 2003 gegründete Wikimedia Foundation, die auch als das Mutterschiff bezeichnet wird, ist die zentrale Organisation des Wikiversums. Die Wikimedia Foundation ist ein gemeinnütziges Unternehmen, das freies Wissen und freie Inhalte fördert und unter anderem Eigentümer des weltweit bekannten Internetportals Wikipedia ist. Sie stellt die technische und finanzielle Infrastruktur bereit und betreibt zum Beispiel die Server, auf der die Wikipedia läuft, verteidigt bei rechtlichen Problemen, managt die Markenrechte und unterstützt die Communitys weltweit.

### Wikimedia Deutschland
In Deutschland gibt es den gemeinnützigen Verein Wikimedia Deutschland (WMDE), dessen Ziel es ebenfalls ist, freies Wissen zu fördern und für alle Teile der Gesellschaft zugänglich zu machen. WMDE fördert und unterstützt die Wikipedia und ihre Schwesterprojekte in Deutschland, ist aber für die dortigen Inhalte nicht verantwortlich. Der Verein sieht seine Aufgabe auch darin, sich für politische und rechtliche Rahmenbedingungen einzusetzen, die möglichst viel Wissen und Daten frei verfügbar machen. WMDE setzt sich auf politischer Ebene unter anderem dafür ein, dass Inhalte dem Gemeinwohl dienen und ein besserer Zugang zu Wissen, Daten und Kulturgütern ermöglicht wird.

### Wikimedia
- Wikidata: Wikiversum (Q130313479)
- Internationales Wikipedia-Portal www.Wikipedia.org – Übersicht über die verschiedenen Wikipedia-Ausgaben

- Isla Haddow-Flood: Updates from the Wikiverse. In: connect.oeglobal.org. Open Education Global (OEG), 2. Juli 2024, abgerufen am 21. September 2024 (OEG Connect, An online community space for open educators everywhere).
- Wiki Research Bibliography (englisch) – mit wissenschaftlichen Arbeiten über Wikipedia und Wikis
- Kay-Michael Würzner, Sächsische Landesbibliothek – Staats- und Universitätsbibliothek Dresden (SLUB Dresden): Wikidata, Wikisource und Wiktionary: Wikiversum für DH (WiSe 2023) auf YouTube, 19. Dezember 2023.

### Schwesterprojekte des Wikiversums
- FactGrid Hauptseite.
- MediaWiki Hauptseite
- Wikifunctions Hauptseite
  - Wikimedia Commons Lizenzhinweisgenerator.
- Wikipedia Hauptseite
- Wikispecies Hauptseite
- OpenStreetMap.